# Distretto di Rayagada
Il distretto di Rayagada è un distretto dell'Orissa, in India, di 823 019 abitanti. Il suo capoluogo è Rayagada.